# Vandélie
Vandélie (Vandellia) jsou drobné, úhořovité a téměř průhledné tropické rybky. Jsou to parazité ostatních ryb.
Vandélie je parazit živící se krví jiných ryb. Má zahnuté ostny, pomocí kterých se drží na žábrách oběti. Během 30–145 sekund se nasytí a tělo hostitele opouští.
Nechvalně proslulá je vandélie obecná (Vandellia cirrhosa), nazývaná též kandiru, o které se věří, že dokáže proniknout i do tělesných otvorů člověka.